# 替普洛尔
替普洛尔是一种含氮有机硫化合物，化学式C
13H
21NO
2S，能作为β受体阻滞剂。